# Poecilomorpha fulvicornis
Poecilomorpha fulvicornis is een keversoort uit de familie halstandhaantjes (Megalopodidae). De wetenschappelijke naam van de soort werd in 1901 gepubliceerd door Martin Jacoby.